# Megan Jendrick
Megan Jendrick (nascida Megan Quann em Tacoma, 15 de janeiro de 1984) é uma nadadora norte-americana, campeã olímpica nos Jogos de Sydney em 2000.
Estabeleceu 27 recordes americanos e um recorde mundial em sua carreira até hoje. Ela é dez vezes campeã nacional.
Em 2000, depois de ter sido a mais jovem medalhista em Jogos Olímpicos da natação dos EUA, Megan foi destaque na capa da revista Sports Illustrated.
Foi a segunda mulher a nadar as 100 jardas peito abaixo de 1 minuto e em menos de 59 segundos.
Ela se formou em Emerald Ridge High School, em Seattle, Washington. Em dezembro de 2004, Megan casou com seu namorado da escola, o autor americano Nathan Jendrick, tornando-se Megan Quann Jendrick.